# John Mayer (Komponist)

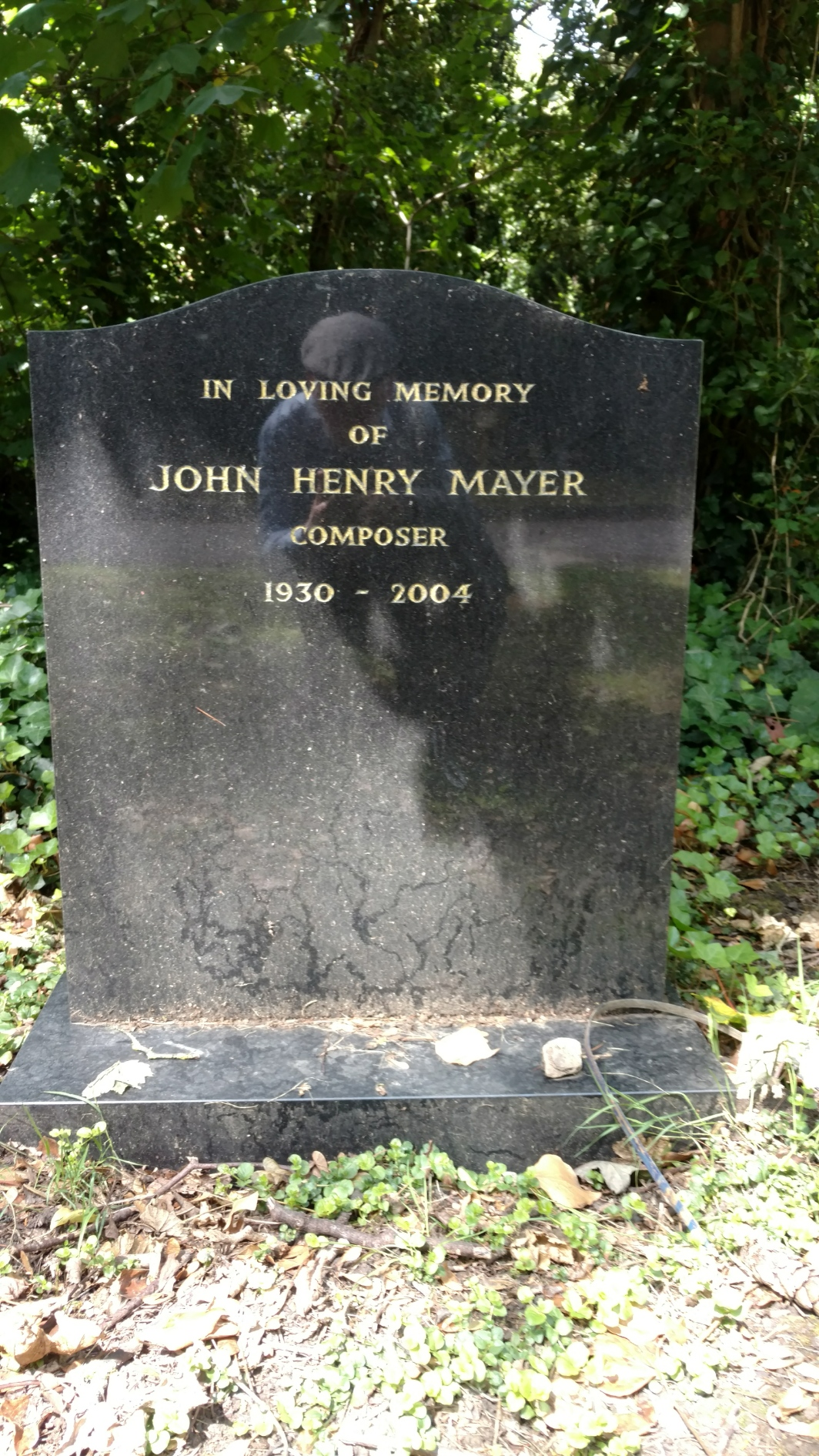
Grabstein von John Henry Mayer, Komponist, auf dem St Pancras and Islington Cemetery

John Mayer (* 28. Oktober 1930 in Kalkutta; † 9. März 2004 im Großbritannien) war ein indo-britischer Komponist und Geiger, der heute international vor allem mit einigen frühen Werken des Ethno-Jazz in Verbindung gebracht wird.

## Leben und Wirken
Mayer, der in Indien als Sohn eines verarmten Regierungsbeamten aufwuchs, dort als Straßenmusiker arbeitete, nachdem er bei Phillipe Sandre an der Calcutta School of Music Instrumentalunterricht erhielt und sich früh mit klassischer indischer und der abendländischer Musik beschäftigte, zog er auf Anregung seines Lehrers Melhi Metha 1952 nach London; dort spielte er zunächst im London Philharmonic Orchestra und studierte Komposition an der Royal Academy of Music bei Mátyás Seiber. Mit dem London Philharmonic Orchestra führte Yehudi Menuhin seine Violin Sonata auf. „Mayers Musik war eine Synthese von indischer Musik und abendländischen Kompositionstechniken, wovon sein 1958 komponiertes Orchesterwerk Raga Jaijavanti zeugt.“ Im selben Jahr wurde seine Dance Suite von Charles Groves mit dem Royal Liverpool Philharmonic Orchestra aufgeführt. Zuvor war er bereits mit Raga Music for Solo Clarinet hervorgetreten. Bis Mitte der 1960er Jahre gehörte er dann zum Royal Philharmonic Orchestra. Nachdem er 1964 für den Produzenten Dennis Preston komponierte, regte Ahmet Ertegün eigene Alben Mayers im Jazzbereich an. Um seine Kompositionen aufzuführen, kombinierte er ein indisch geprägtes Quintett mit dem Quintett von Joe Harriott. Zwischen 1965 und 1967 entstanden so mehrere Alben mit diesem Doppelquintett; weitere Alben wurde ohne Harriott eingespielt. Dann war er Mitglied der Band Cosmic Eye, mit der er 1972 das Album Dream Sequence einspielte. 1967 wurde sein Shanta Quartet for Sitar and Strings aufgenommen; James Galway führte 1990 sein Flötenkonzert Mandala ki Raga Sandeet auf, nachdem er bereits 1982 das Album Galway Plays Mayer bei RCA vorgelegt hatte. Auch Rohan de Saram interpretierte Werke von ihm.
Außerdem orchestrierte Mayer, der am Konservatorium von Birmingham lehrte, für Keith Emerson. 1995 reformierte er seine Indo-Jazz Fusions.

## Diskographische Hinweise
- John Harriot / John Mayer Indo-Jazz Suite (1965) mit Chris Taylor, Diwan Motihar, Keshav Sathe, Chandrahas Paigankar, Eddie Blair, Pat Smythe, Rick Laird, Alan Ganley
- John Harriot / John Mayer Indo-Jazz Fusions I & II (1966, 1967) mit Kenny Wheeler bzw. Shake Keane, Chris Taylor, Pat Smythe, Coleridge Goode, Alan Ganley, Diwan Motihar, Chandrahas Paigankar, Keshav Sathe
- Etudes / Radha Krishna (1969/1971) mit John Mayer, Chris Taylor, Ian Hamer, Tony Coe, Pat Smythe, Coleridge Goode, John Marshall, Diwan Motihar, Viram Jasani, Keshav Sathe, Clem Alford, The Lansdowne String Trio, u. a.
- Indo-Jazz Fusions: Asian Airs (1996) mit James McDowall, Anna Brooks, Dave Smith, Steve Tromans, Chris Featonby, Andrew Bratt, Jonathan Mayer, Ranjit Singh, Peter Moore
- Inja (2000)
- Shiva Nataraj – King of Dance (2001)